# قسم خير الريفي (مقاطعة إستبهان)
قسم خير الريفي (بالفارسية: دهستان خیر) هي منطقة ريفية تقع في منطقة رونيز في إيران. يقدر عدد سكانها بـ 11,179 نسمة .